# I Cavalieri del Re
 (juin 2023).
I Cavalieri del Re est un groupe musical italien, parmi les plus connus de ceux qui se sont spécialisés dans les chansons de génériques de séries d'animation. Ils doivent leur nom à leur premier single, La Spada di King Arthur, de 1981, inspiré des exploits du roi Arthur.
Parmi les autres chansons célèbres, citons Kimba, il leone bianco (attribuée à La Mamma di Jonathan), Sasuke, L'Uomo tigre (attribuée au solo Riccardo Zara), Ladybird, Lo Specchio magico, Yattaman, La Ballata di Fiorellino, Gigi la trottola, Chappy, Devil Man, Ransie la Strega, Libro Cuore et d'autres encore. Le groupe était composé de Riccardo Zara, de son épouse Clara Maria Teresa Serina, de leur fils Jonathan Samuel Zara et de la jeune sœur de Clara, Guiomar Serena Serina. Le batteur Walter Scebran et le guitariste et bassiste Gino Panariello, bien qu'absents du générique officiel du groupe, ont participé à quelques reprises à l'enregistrement des chansons du générique.
Le plus grand succès du groupe a été la chanson thème du dessin animé Lady Oscar, sorti en 1982. Le single s'est vendu à près d'un million d'exemplaires, atteignant la septième place du classement hebdomadaire des singles et devenant l'un des génériques les plus célèbres de la télévision italienne. Le groupe s'est également consacré à d'autres enregistrements à succès de différents genres en tant que choristes, auteurs et ingénieurs du son, avec l'aide de Riccardo Zara en tant qu'arrangeur et producteur. Ils ont produit, entre autres, la série d'albums Italian Carnaval, Nillamix pour Nilla Pizzi, deux albums pour la marionnette animée Rockfeller, dirigée par le ventriloque José Luis Moreno, et deux albums pour la chanteuse culte Maria Sole.

## Histoire

### Origines
Au début des années 1960, Riccardo Zara commence son activité musicale avec le groupe Draghi, qui atteint alors une certaine notoriété dans la région du Frioul-Vénétie Julienne. Après son service militaire, il s'embarque comme musicien d'orchestre sur les bateaux de croisière du Lloyd Triestino, voyageant à travers l'Afrique, l'Inde et l'Australie. En 1970, il atterrit à Milan pour tenter de percer en tant qu'auteur et compositeur dans le monde de la musique pop. Clara Miozzi, secrétaire d'édition de la maison d'édition musicale I.N.C., le signale au directeur artistique Marcello Minerbi, auteur de Sei diventata nera, qui, après avoir écouté ses auditions, voit en lui un artiste potentiel et l'encourage à écrire et à composer de nouvelles chansons.

### Débuts et succès
En 1972, Riccardo Zara rencontre Clara Serina, étudiante à la faculté de médecine de l'université de Milan, née au Brésil de parents émigrés italiens et venue s'installer en Italie à l'âge de 21 ans. Ils se marient et ont un fils, Jonathan, qui participera plus tard au groupe en tant que chanteur.
Toujours en 1972, une de ses chansons, Viaggio di un poeta, a été lancée par le groupe Dik Dik à Un disco per l'estate 1972 et à Festivalbar, remportant dans les deux cas l'événement. Vu le succès de la chanson, Dik Dik a enregistré d'autres chansons : Storia di periferia, Il cavallo, l'aratro, l'uomo et Ultima estate. Au cours de cette période, son activité d'arrangeur s'intensifie encore, notamment dans le domaine de la reprise en italien de chansons étrangères, à tel point qu'il fonde un studio d'enregistrement avec d'autres collaborateurs, dont Minerbi lui-même, à Milan, Via Caldore. À la même époque, il devient bassiste et choriste, avec Sergio Alemanno, dans les concerts de Bruno Lauzi. Au cours de cette période, il réalise de nombreuses reprises de succès du moment, en particulier des chansons pour enfants et des génériques de télévision tels que Rintintin et Lassie, enregistrées pour le label Fonit Cetra, qui, bien que n'ayant pas été choisies comme génériques officiels des séries télévisées concernées, pour des raisons liées à des dynamiques discographiques complexes, ont néanmoins été mises sur le marché, réalisant de bonnes ventes. Cependant, c'est avec la chanson thème de Woobinda, enregistrée avec le chœur de Le Mele Verdi de Mitzi Amoroso, que Zara a connu son plus grand succès personnel. Le single s'est vendu à plus d'un demi-million d'exemplaires lors de son premier tirage, atteignant la sixième place des charts.
À la suite d'un incendie en 1978, le studio de Zara est détruit et la famille décide de voler de ses propres ailes en ouvrant son propre studio. Sur la suggestion d'un ami (Luciano « El Pinza »), ils trouvent une vieille ferme dans la banlieue sud de Milan et décident de la rénover et d'ouvrir leur nouveau studio, qu'ils nomment Cascina Tre Effe. Le studio commence ses activités en 1980.
Clara Serina déclare dans une interview que le groupe, qui est resté officiellement actif jusqu'en 1986, s'est séparé non pas par sa volonté, mais en raison du fait que Fininvest avait pris le monopole des animes japonais, les achetant en bloc au Japon, concentrant la production de génériques de télévision entre les mains d'un petit cercle d'auteurs et d'interprètes au sein de Five Record, la maison de disques des radiodiffuseurs Berlusconi, bloquant ainsi efficacement le marché et empêchant le groupe de poursuivre son travail.
En 2016, un recueil est publié, I Cavalieri del Re vol. 2, suite idéale de I Cavalieri del Re, publié en 1983, qui rassemble les chansons à thème enregistrées par le groupe qui n'avaient pas été incluses dans le premier volume.
En 2021, à l'occasion du 40e anniversaire du groupe, un coffret de célébration est publié sous le titre 40th Anniversary Box, en deux versions : la version standard composée de deux CD avec toutes les chansons à thème plus des bonus tracks, des auditions et des pistes rejetées et d'autres pistes enregistrées par le groupe, et une version 4 CD appelée 40th Anniversary Box - Bonus Tracks, contenant deux CD avec toutes les pistes d'accompagnement et deux CD avec des versions chantées et réarrangées, appelées Vocal Remix. En novembre 2022, plusieurs compilations et albums des versions originales des chansons thématiques du groupe ont finalement été mis en ligne. Guiomar et Clara Serina ont également repris leurs activités de chanteuses, cette dernière sortant de nouveaux albums sous son propre nom, ainsi que quelques singles caritatifs, et se produisant en concert.

## Discographie

### Albums studio
- 1982 : La Storia di Lady Oscar
- 1984 : Baby Christmas Dance
- 1992 : C'erano una volta i Beatles
- 2008 : Manga's melody e songs
- 2016 : Album di famiglia Extended

### Singles
- 1981 : La Spada di King Arthur
- 1982 : Sasuke
- 1982 : Kimba, il leone bianco
- 1982 : L'Uomo tigre
- 1982 : Lady Oscar
- 1982 : Superauto mach 5 go! go! go!/Calendar Men
- 1982 : Il libro Cuore/L'Isola dei Robinson
- 1982 : Nero cane di leva
- 1982 :  Chappy
- 1983 : Moby Dick 5/Le Avventure di Gamba
- 1983 : Yattaman
- 1983 : La Ballata di Fiorellino
- 1984 : Lo Specchio magico
- 1984 : Coccinella
- 1986 : Gigi la trottola/I Predatori del tempo